# Звезда «За службу» (Бельгия)
Звезда «За службу» (фр. Étoile de Service) — гражданская награда в Свободном государстве Конго (впоследствии и в Бельгийском Конго), созданная указом короля-суверена Леопольда II от 16 января 1889 года. Вручалась колонистам, добросовестно и с честью нёсшим службу в Конго. Это вторая по старшинству колониальная награда Бельгии после Ордена Африканской звезды, учреждённой семнадцатью днями ранее.

## Описание награды
Украшение представляет собой серебряную звезду диаметром 30 мм. На одной стороне была золотая звезда, а на другой девиз Свободного государства Конго — «Труд и прогресс» — на французском («Travail et progrès»), а позднее и на голландском («Werk en vooruitgang») языках.
Лента была синего цвета. К ней прилагались горизонтальные серебряные планки, обозначающими срок службы в Конго. Вице-губернатор Конго, генерал Поль Костерманс, к примеру, имел звезду с четырьмя планками.

## Известные награждённые
Имена награждённых публиковались в Bulletin officiel de l'État indépendant du Congo. В их числе:
- Франсис Дани (1889);
- Генри Мортон Стэнли в (1889);
- Жюль Жак де Диксмёйде (1890)[5];
- Теофиль Вай (1892)[6];